# Merindad de Valdivielso
Merindad de Valdivielso est une commune d'Espagne dans la communauté autonome de Castille-et-León, province de Burgos. Elle s'étend sur 129,09 km2 et comptait environ 428 habitants en 2011.